# Демяшкевич, Сергей Николаевич
Сергей Николаевич Демяшкевич (род. 28 августа 1966, Минск) — советский и белорусский борец классического стиля, бронзовый призёр олимпийских игр, двукратный чемпион мира и призёр чемпионата мира, обладатель Кубка мира, двукратный чемпион Европы, чемпион и призёр чемпионата СССР, чемпион Спартакиады народов СССР, чемпион СНГ, чемпион Беларуси. Заслуженный мастер спорта СССР (1991) .

## Биография
С 1977 года занимался борьбой в Минске, затем обучался в Минской городской специализированной школе олимпийского резерва профсоюзов по борьбе.
В 1988 году стал бронзовым призёром чемпионата СССР и выиграл Кубок мира. В 1989 году заменил на чемпионате мира заболевшего Владимира Попова и стал пятым, а в следующем году стал чемпионом мира. В 1991 году стал чемпионом Европы, но на чемпионате мира остался третьим. В 1992 году, перед олимпиадой, выиграл престижный Гран-при FILA и чемпионат СНГ.
Был включён в олимпийскую команду. На Летних Олимпийских играх 1992 года в Барселоне боролся в весовой категории до 100 килограммов. В его категории боролись 18 спортсменов, разделённые на две группы, в каждой из которой спортсмен выбывал после двух поражений. Оставшиеся лучшие 10 борцов (по пять из группы) разыгрывали между собой места с 1 по 10, с учётом тех баллов, которые были получены ими в предварительных схватках.
В схватках:
- в первом круге проиграл со счётом 0-1 Гектору Милиану (Куба), своему основному конкуренту и будущему олимпийскому чемпиону;
- во втором круге выиграл со счётом 4-0 у Атанаса Комшева (Болгария), получив 3 очка;
- в третьем круге выиграл со счётом 7-1 у Милоша Говедарица (Независимый участник), получив 3 очка;
- в четвёртом круге выиграл со счётом 2-0 у Андреаса Штейнбаха (Германия), получив 3 очка;
- в пятом круге не участвовал;

В последней схватке встречался с Анджеем Вроньским (Польша) и выиграл 1-0, но количества баллов хватило только на третье место 
Сам борец оценил своё выступление так:
— Объективно оказался слабее — в тот день и час. В спорте все просто: или ты чемпион, или другой. А вся эта лирика и рассказы о том, почему я был такой великий и не стал победителем, — для застольного круга, когда можно распустить пьяные сопли. Вот я не стал потому, что мудак. Не заслужил.

— Не умер на ковре, как полагалось в советской сборной, да? 

— На Олимпиаде-92 первая схватка была с кубинцем — по сути, потенциальный финал. Раньше я его побеждал, но в очень, признаться, упорной борьбе. А тогда оказался его день. Все было справедливо, и у меня даже обиды не осталось на себя, потому что выложился без остатка. После схватки даже зрение потерял минуты на три — от сверхнапряжения. 
После олимпиады продолжал выступления за сборную Беларуси, и в её составе в 1993 году снова стал чемпионом Европы, а также выиграл престижный турнир Гран-при Германии. В том же году на чемпионате мира травмировался и снялся с соревнований. В 27 лет оставил карьеру, став заместителем президента спортивного общества имени Олега Караваева.
Окончил Белорусский государственный университет. После окончания спортивной карьеры работал юрисконсультом, был преподавателем в БГУ 
На сегодняшний день живёт в Минске. Является вице-президентом и генеральным секретарём федерации борьбы Беларуси. Бизнесмен, собственник компании в Казахстане 

## Спортивные результаты
- Чемпионат СССР по классической борьбе 1988 года — ;
- Классическая борьба на летней Спартакиаде народов СССР 1991 года — ;
- Чемпионат СССР по классической борьбе 1991 года — ;
- Чемпионат СНГ по греко-римской борьбе 1992 года — ;